# Massala dimidiata
Massala dimidiata är en fjärilsart som beskrevs av Walker 1865. Massala dimidiata ingår i släktet Massala och familjen nattflyn. Inga underarter finns listade i Catalogue of Life.